# Iglesia de San Juan Bautista (Mas de las Matas)
La iglesia de San Juan Bautista de Mas de las Matas (Provincia de Teruel, España) es una construcción barroca del siglo XVIII que consta de tres naves (es mayor la central), crucero no acusado en planta y cabecera recta. 
Esta construcción sufrió graves daños durante las guerras carlistas del siglo XIX y la Guerra Civil del siglo XX, tras las cuales debió ser reconstruida, a excepción de la portada y la torre, que mide 63,5 m de altura, lo que la convierte en la más alta de la provincia de Teruel.

## Descripción

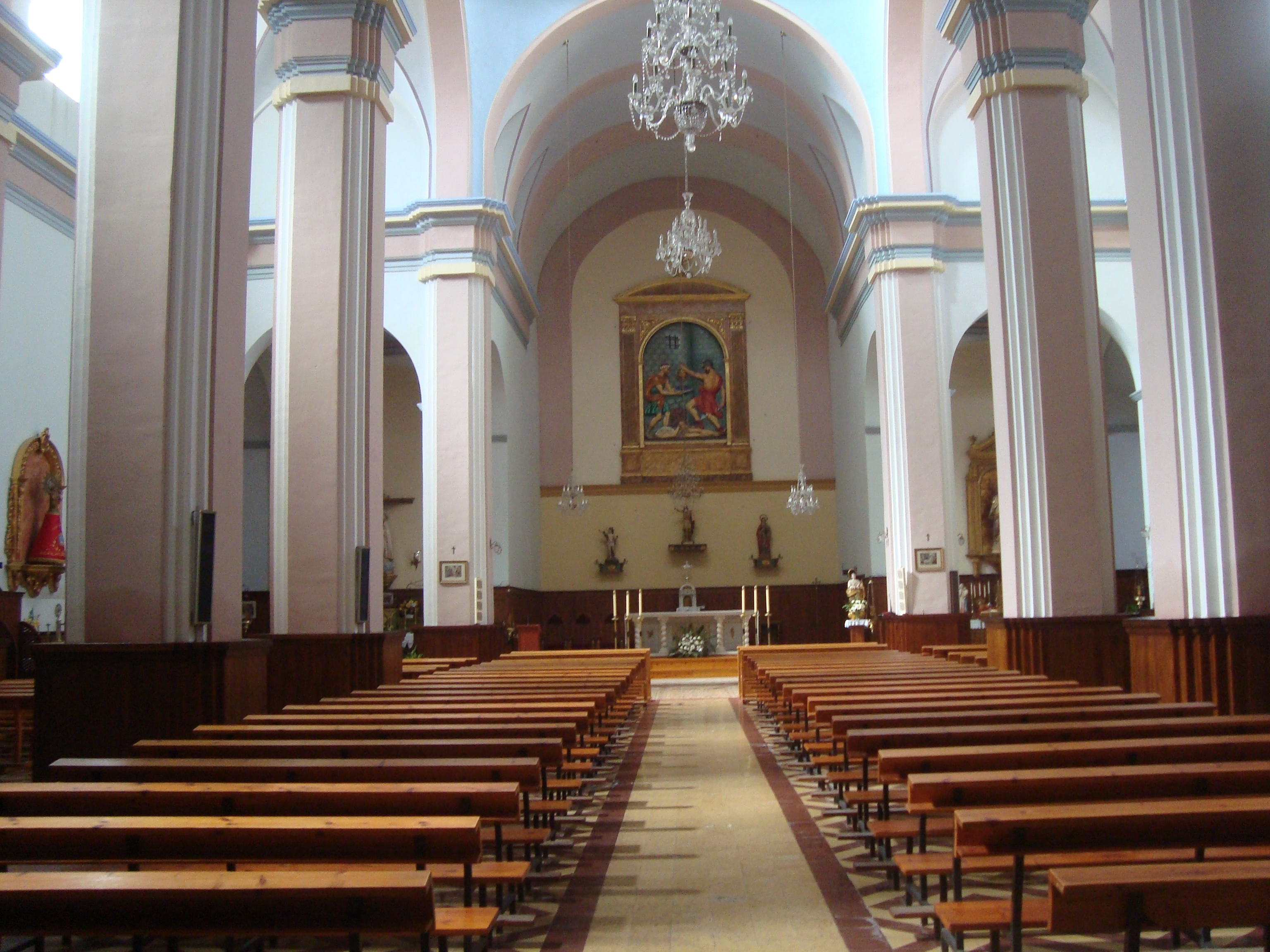
Interior del templo.

La nave central se cubre con bóvedas de cañón con lunetos, las laterales con bóvedas de arista y el crucero con una gran cúpula semiesférica sobre tambor. El interior es amplio, diáfano y luminoso. 
Destaca claramente la portada de su hastial occidental, de gran plasticidad y articulada en dos cuerpos. El inferior presenta un ingreso en arco de medio punto flanqueado por un par de estípites y otro de columnas salomónicas sobre plintos, que sostienen un entablamento sobre el que se alza el cuerpo superior, en cuyo centro se abre una hornacina avenerada, de nuevo flanqueada por columnas. 
Al exterior la construcción combina el uso de la piedra y el ladrillo; los muros son de piedra caliza y mortero, con piedra se trabajan los contrafuertes y las esquinas. En la portada se utilizó la piedra arenisca, mientras que la torre está construida en sillería y en ladrillo. La portada-retablo de estilo barroco, como el resto de la iglesia, esta cobijada por un gran arco de medio punto y destaca por su gran profusión escultórica.
Asimismo destaca la esbelta torre situada en el ángulo nororiental. En su fábrica se combina el sillar utilizado en el primer cuerpo con el ladrillo utilizado en los tres últimos, dando lugar a distintos motivos barrocos. El cuerpo de campanas presenta planta octogonal en lugar de cuadrada y aparece rematado por un chapitel bulboso.

## Historia

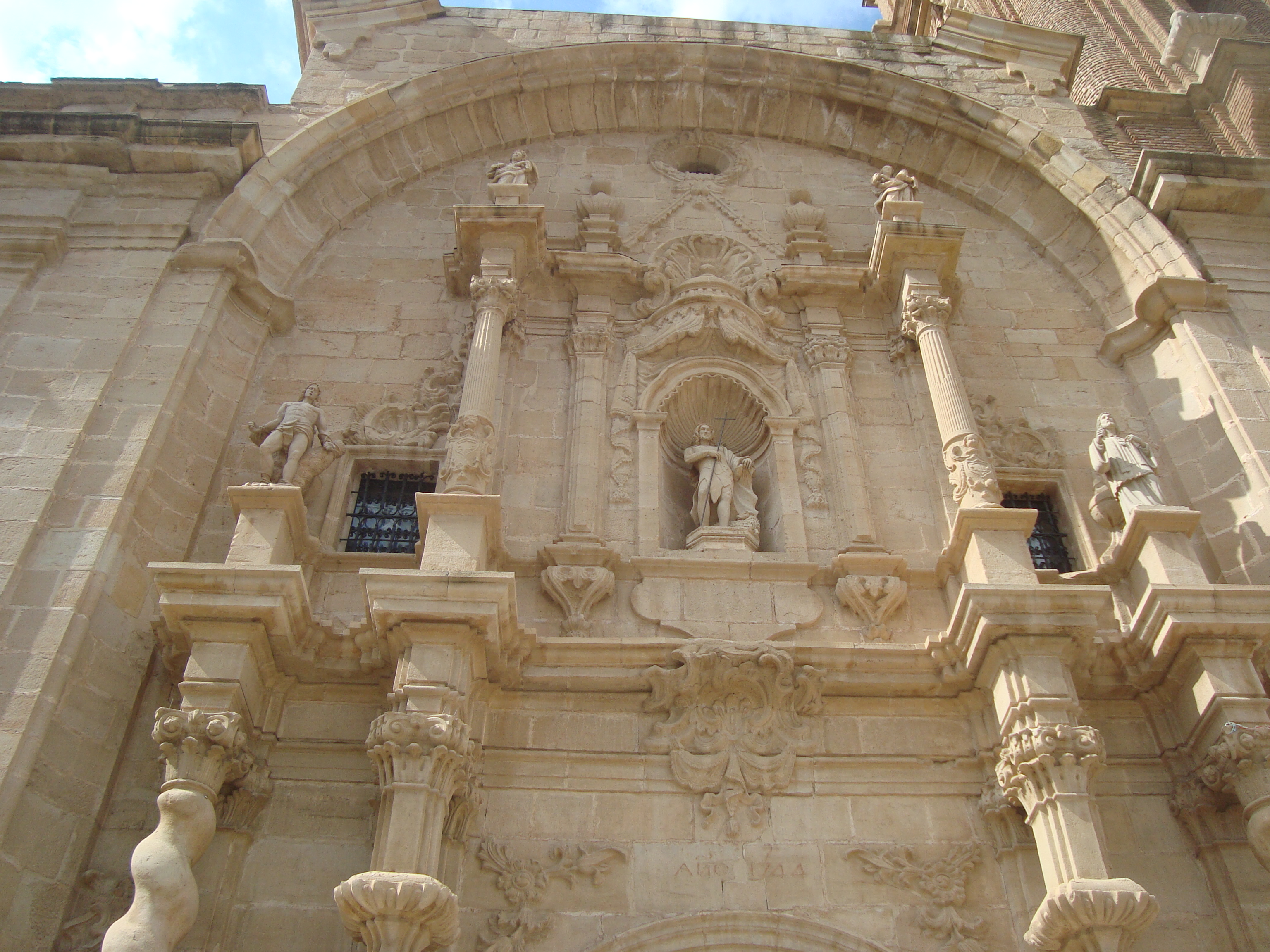
Detalle del pórtico principal de la iglesia.

La construcción de la iglesia comenzó en 1734, llevándose a cabo gracias a las limosnas y trabajo voluntario de la población y con la retención de la mitad de la primicia pagadera al Comendador de la Orden de San Juan de la Encomienda de Castellote.
Entre 1839 y 1840 el edificio fue usado como almacén de efectos para las guerras carlistas que se llevaron a cabo en el Maestrazgo por el general Espartero. La iglesia sufrió saqueos y destrucciones. Un siglo después, en 1937, durante la guerra civil española fue prácticamente destruida.
El aspecto del interior del edificio responde a la reconstrucción realizada en la década de 1940. El exterior se restauró en los años 1980 recuperando la imagen primitiva de la iglesia.
En 2002, Gobierno de Aragón por el Decreto 43/2002, declara la iglesia Bien de Interés Cultural, en la categoría de Monumento.